# In-Gall
In-Gall (también In Gall, I-n-Gall, In-Gal, Ingal, Ingall) es una comuna rural de Níger perteneciente a la región de Agadez. En 2012 tenía una población de 51 903 habitantes, de los cuales 27 173 eran hombres y 24 730 eran mujeres. Desde la reforma territorial de 2011, la comuna forma por sí misma uno de los seis departamentos de la región; antes pertenecía al departamento de Tchirozérine.
El poblado posee una población permanente inferior a 500 habitantes. Es conocido por su oasis y planicies de sal, In-Gall es el punto de encuentro del festival Cure Salee de los pastores Tuareg y Wodaabe en el que cada septiembre celebran la finalización de la temporada de lluvias. Durante el festival, la población de InGall crece a varios miles a causa de la llegada de los nómades, y turistas.
InGall ha sido un punto de encuentro de las principales rutas entre la capital de Níger, Niamey (600 km al suroeste), y el poblado minero de Arlit (200 km al noreste, 150 km de la frontera cor Argelia) o de la capital provincial Agadez (100 km al este). En la década de 1970, la ruta principal fue pavimentada para transportar uranio desde las minas francesas en Arlit, pero la nueva ruta esquivó a InGall, con lo cual In-Gall dejó de ser un punto de paso. Desde entonces su población ha disminuido desde casi  5000 habitantes a menos de 500.
Durante el alzamiento Tuareg de la década de 1990, InGall fue una de las fortificaciones principales de las fuerzas armadas de Níger, y al acordar la paz en el 2000 el antiguo fuerte fue abandonado.

## Descripción
InGall, es un pueblo en un oasis en una zona semidesértica que constituye la puerta al Sahara. InGall es un conglomerado de casa de barro, cuyos jardines, en contraste con el paisaje pelado en el cual se encuentra enmarcado el pueblo, desbordan de árboles frutales y cultivos de vegetales.
Iain Gately, Sunday Times, 2004

## Historia
La historia, arqueología y cultura de la zona de In-Gall ha sido estudiado en detalle, especialmente por la pareja de antropólogos y arqueólogos franceses, Suzanne y Edmond Bernus.
In-Gall no solo es un prominente centro temporario de los tuaregs, al cual algunos clanes regresan cada año, sino que también fue un punto de paso en el comercio a través del Sahara, fue el extremo occidental del imperio Songhay durante el siglo XVI, luego fue un centro importante durante el sultanato Air, y fue un fuerte colonial francés en una región a menudo hostil a comienzos del siglo XX.

### Prehistoria
La evidencia arqueológica indica que la zona fue un centro habitada ya durante la prehistoria con asentamientos que se remontan hasta 6000 años a. C., cuando la zona se encontraba en el centro del hoy seco valle del río Azawagh, el cual es alimentado por el Aïr Massif y fluye al sur hacia el río Níger. Se destacan varios miles de montículos mortuorios rocosos con más de 2000 años de antigüedad los cuales son indicios de la presencia de una cultura que abarcaba la zona. Los arqueólogos también han encontrado en la zona de In-Gall muchas de las mezquitas más antiguas de Níger, que se remontan a los primeros asentamientos bereber antes del año 1000.

## Extracción de sal
In-Gall se encuentra sumamente vinculado con la industria de la sal que se desarrolla en Teguidda-n-Tessoumt, a unos 15 km al norte. Teguidda, ubicada sobre el lecho de un antiguo lago, se inunda todos los años con las aguas provenientes del Aïr Massif al este, produciéndose piletones naturales de sal. La población de In-Gall se mantiene de la recolección de sal en las piletas de evaporación existentes aquí, enviando trabajadores de los clanes locales para trabajar en la extracción y transporte de sal y regresando a In-Gall al finalizar la temporada.  In-Gall se encuentra lo suficientemente cerca para que a diferencia de lo que sucede en Fachi un poblado oasis donde las parcelas de terreno son propiedad de los clanes Tuareg asentados en Agadez y son trabajadas por una población permanente, los trabajadores de Teguidda en cambio regresan a In-Gall al finalizar la temporada de sal donde viven el resto del año. Teguidda no posee un oasis estable, como en cambio si posee In-Gall el cual permite desarrollar a lo largo de todo el año cultivos en jardines y explotar palmeras datileras.  Antes de su declinamiento en el siglo XX, a causa de lo pequeño de los mercados de sal de In-Gall como también por su fácil acceso por ruta,  In-Gall era el destino de las caravanas de sal Azalai en las cuales los mercaderes Tuareg transportaban la sal que se producía aquí por todo el Sahel para usos en la agricultura y la medicina.

## Minería de Uranio
En el 2004, a una corporación canadiense le fue otorgada una licencia por el gobierno para extraer mineral de uranio en la zona. Se le otorgaron concesiones mineras a Northwestern Mineral Ventures en Irhazer e Ingall, cada una de 2000 km² de extensión.  Se indicó que las minas serían del tipo a cielo abierto. Más de 100 licencias de exploración de Uranio se han otorgado en la zona de Azawagh desde el 2004 a empresas extranjeras de China (más del 40%), Canadá, e India Desde el 2007, un consorcio minero chino, cuya licencia abarca una zona al norte de In Gall, ha construido servicios de infraestructura para una nueva mina de uranio en Azelik, a unos 85 km al norte de In Gall, incluido la apertura de caminos desde In Gall hasta el sitio de la mina. Los grupos de derechos medio ambiente y Tuareg de Níger, han sostenido que las actividades mineras en esta región son una amenaza a los escasos recursos hídricos, de los cuales dependen los pastores.  La breve temporada de lluvias en la zona de Azawagh al norte y oeste de In Gall convierte a la región en el destino norteño del ciclo de transhumancia de ganado y camellos quienes se llegan a trasladar al sur hasta Burkina Faso durante los meses secos.